# Shariff Kabunsuan
Shariff Kabunsuan est une ancienne province des Philippines créée en 2006. La Cour suprême des Philippines a annulé cette création le 17 juillet 2008.

## Villes et municipalités
Municipalités
- Barira
- Buldon
- Datu Blah T. Sinsuat
- Datu Odin Sinsuat
- Kabuntalan
- Matanog
- Northern Kabuntalan
- Parang
- Sultan Kudarat
- Sultan Mastura
- Upi